# Isophorondiisocyanat
Isophorondiisocyanat ist eine chemische Verbindung aus der Gruppe der aliphatischen Isocyanate bzw. Polyisocyanate.

## Gewinnung und Darstellung
Die Gewinnung von Isophorondiisocyanat erfolgt in einem fünfstufigen Verfahren. Durch eine Aldolreaktion von Aceton mit einem Katalysator erhält man Isophoron, welches dann mit Cyanwasserstoff zu Isophoronnitril und dieses mit Ammoniak und Wasserstoff weiter zu Isophorondiamin (Isomere) umgesetzt wird. Durch Reaktion mit Phosgen bildet sich eine Mischung der Isophorondiisocyanat-Isomere, die dann durch Destillation getrennt werden können. Das kommerziell verfügbare Produkt liegt als cis/trans-Gemisch im Verhältnis 3:1 vor.

## Eigenschaften
Isophorondiisocyanat ist eine farblose bis gelbliche Flüssigkeit mit stechendem Geruch, die in zwei Isomeren Formen vorkommt. Sie zersetzt sich langsam in Wasser sowie oberhalb von 260 °C, wobei Nitrose Gase und Cyanwasserstoff entstehen. Mit Aminen reagiert sie heftig. Sie besitzt eine Viskosität von 13–15 mPa·s bei 23 °C und einen Stockpunkt von −30 °C.

## Verwendung
Isophorondiisocyanat wird als Härter in Zweikomponentenlacken verwendet und ist in Lacken und Pulverlacken enthalten. Es wird auch zur Herstellung von anderen Polyisocyanaten und Polyurethanen verwendet. Als nicht aromatisches Diisocyanat ist es zur Herstellung von licht- und UV-beständigen Lacken geeignet.